# Anna Svensson (rösträttsaktivist)
Anna Ottilia Svensson, född 3 november 1873 i Oppeby församling, Östergötlands län, död 18 april 1947 i Luleå stadsförsamling, Norrbottens län, var en svensk rektor, rösträttsaktivist och lokalpolitiker.  
Hon var lärare och 1909 rektor vid Luleå elementarläroverk för flickor och den andra kvinnan i stadsfullmäktige i Luleå stad 1912-1934. 
Hon var verksam i kampanjen för införandet av kvinnlig rösträtt i Sverige som medlem i Föreningen för kvinnans politiska rösträtt i Luleå,  där hon var sekreterare från 1908. 